# Heimolen (Keerbergen)
De Heimolen (ook bekend als de Oude Molen) is een windmolen in de Vlaams-Brabantse plaats Keerbergen, gelegen op de hoek van de Molenstraat en de Achiel Cleynhenslaan. Deze staak of standerdmolen heeft een open voet en is opgetrokken in Brabants-Kempische stijl. de molen functioneert als korenmolen

## Geschiedenis
De Heimolen is voor 1330 opgericht op de "Groote Heijde" (vermoedelijk 900m in oostelijke richting van waar hij nu staat, ter hoogte van het Pommelsven & de Le Grand Veneur).

### Vroege geschiedenis
Al reeds voor 1330 zou er al een ‘wyntmoelen’ gestaan hebben op de Groote Heyde in Keerbergen. We lezen uit een Akte van 8 februari 1330 dat Hertog Jan III van Brabant het dorp Keerbergen ‘met allen sinen toebehorten’ verkoopt aan zijn neef Lodewijk van Berlaer, heer van Helmond. Hieronder was onder andere ‘den moelen’ begrepen. Tot 1923 zal de molen altijd in eigendom blijven van de Heren of vrouwen van de Heerlijkheid Keerbergen, oftewel adellijke families.
De molen wordt meerdere keren door de eeuwen heen vermeld, waaronder in 1473 toen Ywan van Cortenbach de Heerlijkheid Keerbergen in leen hield. Hij bezat onder andere de ‘chijnsen, reijnten, lantpacht, vogelwater en metter molen’. Op 12 oktober 1691 vind er een groot ongeluk plaats aan de molen. Omstreeks vier uur in de namiddag brak het luikoord tijdens het neerlaten van een zak brouwgoed, Op dat moment stond Franchoijs Kints, boer te werchter, onder de molen en kreeg het volle gewicht op zich. Hij stierf de dag na het ongeluk aan zijn verwondingen.

### 18e eeuw
Omstreeks 1700 bezat gravin Marie Anne d'Oyenbrugge de Duras de windmolen op de Grote Heide in Keerbergen. Zij was weduwe van Ernst de Berlo, graaf van Hozemont en de 25ste heer van Keerbergen. Na zijn overlijden werd Marie Anne d'Oyenbrugge de Duras vrouwe van de heerlijkheid Keerbergen, van het feodaal hof Cruys en van de laathoven Bollo en Roosendael, die Ernst de Berlo in hun huwelijk had ingebracht.
Op 10 maart 1704 sloot zij een contract af met Maalder Guillam de Grove voor de Mechelse Notaris Swiggers voor de huur van haar windmolen. De Grove was een 'bejaert jongman' en inwoner van Keerbergen. Zijn pachtermijn bedroeg negen opeenvolgende jaren die zou ingaan vanaf half maart 1706 voor 400 gulden per jaar 'in munte ten vervaldaege cours hebbende'. Hij moest ook jaarlijks 10 gulden betalen 'voor slete van steenen' (de molenstenen) en daarbij constant 'hondert pattacons voor spellegelt', wat een soort molenaarstaks was. De andere huurvoorwaarden zouden dezelfde zijn als deze opgenomen in het huurcontract dat Marie Anne d'Oyenbrugge de Duras had afgesloten voor notaris Hullet met maalder Jan Smekens. deze pachtovereenkomst toont dus aan dat de molen reeds voor 1700 was opgetrokken.
Eind 1704 mandateerde Marie Anne d'Oyenbrugge de Duras, Charles de l'Escaille, heer van Mares en advocaat in de Grote Raad, om in haar naam voor de Mechelse notaris Neeffs een reeks eigendommen te verkopen waarbij ook de heerlijkheden Keerbergen, Cruys, Bollo en Roosendael, de windmolen, én tolrechten op de Dijle in Mechelen te koop werden gezet. De eerste zitdag van de openbare verkoop werd in Mechelen gehouden op 28 februari 1705. Jacques Hullet, drossaard van Putte, was hierbij getuigen.
De windmolen was de vijfde koop en was leenroerig onder het Koninklijk Leenhof van het Land van Mechelen. Maalder Norbert Smekens (de broer van Jan Smekens) huurde dan nog de molen tot half maart 1706 voor 310 gulden per jaar. voor de volgende negen jaren zou hij 410 gulden molenhuur per jaar moeten betalen, m.a.w. de koper zou gedurende 10 jaar de huur aan Norbert Smekens moeten gedogen. De windmolen was belast met een jaargetijde op 11 mei waarvoor jaarlijks 5 gulden en een veertel koren moesten sorden betaald.

Op 14 maart 1705 werd in Mechelen de windmolen toegewezen (na het uitdoven van een brandende waskaars) aan Franciscus Piettre, een procureur postulerende voor de Grote Raad. De prijs van de windmolen bedroeg 5500 guldens en 500 'gulden verdieren', een aanzienlijk bedrag. Deze procureur is wellicht te identificeren als 'Franciscus Ludovicus Piettre, Namuranus' (afkomstig van Namur), die als student op 3 februari 1666 werd ingeschreven aan de Leuvense universiteit.
Omdat in de koopakte van de windmolen duidelijk werd gesteld dat Norbert Smekens vanaf half maart 1706 de huur gedurende negen opeenvolgende jaren kon verder zetten kan geconcludeerd worden dat het huurcontract met Guilliam de Grove was verbroken. Heden (2023) is nog in het voorste tandrad van de molen het jaartal 1706 zichtbaar. Is het ondenkbaar dat het Norbert Smekens is geweest die de cijfers in het hout heeft gebeiteld?
Op 4 april 1705 verkocht Marie Anne d'Oyenbrugge de Duras aan Maria de Gortter (weduwe in tweede huwelijk van Cornelis Persoons) de Heerlijkheid Keerbergen, het feodaal hof Cruys en de laathoven Bollo en Roosendael. Maria de Gortter liet zicht hiervoor vertegenwoordigen door Ferdinand Hullet, drossaard van Keerbergen.
Vier jaar later, op 7 oktober 1709, werd de windmolen op de Grote Heide openbaar in Mechelen verkocht voor notaris Pierre Hullet. Het was opnieuw Maria de Gortter die het goed aankocht. Maalder Norbert smekens had in haar naam de koop bedongen. De prijs van de windmolen bedroeg 4200 gulden en 399 gulden 'verdienen'. Op 11 januari 1710 deed haar zoon Cornelis persoons het verhef.
Maria de Gorrter droeg op 12 juni 1716 de heerlijkheden Keerbergen, Cruys, Bollo, Roosendael én de windmolen in Keerbergen over aan haar zoon Cornelis Persoons en zijn echtgenote Petronilla de Gortter. Hierdoor werd hij de volgende heer van Keerbergen. Bij deze overdracht verklaarde Marie de Gortter dat zij de windmolen had gekocht van 'madame Sancta de Lopez Héritière de la comtesse de Berlo' (d.i. gravin Marie Anne d'Oyenbrugge de Duras). Had procureur Franciscus Piettre in 1705 in werkelijkheid voor de gravin gehandeld?
In 1722 werd de windmolen overgebracht naar zijn huidige locatie aan de Molenstraat. Hij stond tot dan midden de Grote Heide naast het latere vliegveld (van 1932 tot 1962), op een plaats waar hij (volgens de literatuur althans) onvoldoende wind kon vangen en moeilijk bereikbaar was vanuit het dorp. Bij de verplaatsing werd de steenbalk vernieuwd, de massieve dwarsbalk waar de hele molenkast op rust.

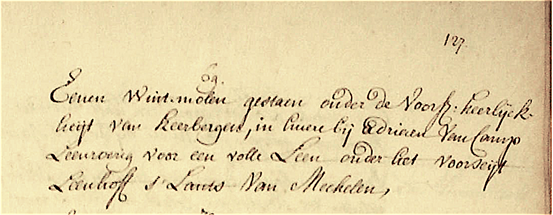
De notitie over de windmolen in Keerbergen in de weeskamerakte van 11 augustus 1761

Joannes Cornelius Persoons, de oudste zoon van Cornelis en Petronilla de Gortter, deed op 29 juli 1725 verhef van de heerlijkheid Keerbergen en van de windmolen. Hij werd ook heer van Cruys, Bollo en Roosendael, Hijzelf woonde in Keerbergen. Zijn dochter en enig kind Maria Anna Francisca Persoons was 13 jaar toen haar moeder Anna Barbara van Kiel overleed. De inventaris van haar sterfhuis werd aan de weeskamer in Mechelen ter goedkeuring voorgelegd op 11 augustus 1761. In deze akte van 25 folio's is de windmolen opgenomen als kavel nr. 69. Hij behoorde tot het patrimonium van Joannes Cornelius Persoons. Maalder Adriaen van Camp huurde toen de molen sinds Kerstmis 1757 voor 400 gulden per jaar. In januari 1761 was hij nog 900 gulden achterstallige huur verschuldigd.
Op 13 januari 1764 deed Jan Baptist Athanasius Scheppers, griffier van de stad Mechelen en voogd over de minderjarige, in haar naam het verhef zowel van de heerlijkheid Keerbergen als van de windmolen. Het jaar nadien huwde Maria Anna Francisca Persoons met Egidius Josephus Antonius de Jongh, heer van Daelput, licentiaat in de rechten en advocaat in de Grote Raad. De windmolen op de Grote Heide in Keerbergen kwam hierdoor in het bezit van de familie de Jongh.

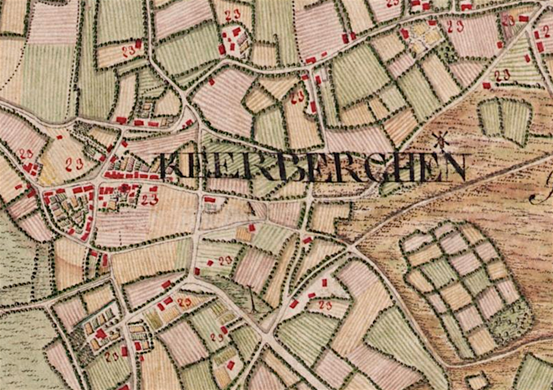
Uitsnede uit de Ferrariskaart – Kabinetskaart van de Oostenrijkse Nederlanden en het Prinsbisdom Luik (1771-1778) waarop de windmolen op de Grote Heide staat weergegeven.

Bij haar huwelijk had Maria Anna Francisca Persoons de windmolen op de Grote Heide ingebracht. Haar oudste zoon Jean Baptiste Antoine de Jongh huwde in Brussel Victoire Louise Helman de Termeeren. Na het overlijden van zijn moeder Maria Anna Francisca Persoons werd hij bij verhef op 31 maart 1787 de laatste heer van Keerbergen. De windmolen kwam in zijn bezit.

### 19e eeuw

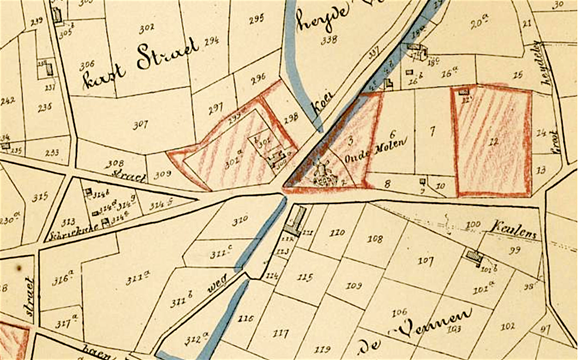
Uitsnede uit de Poppkaart (1842-1879) met de aanduiding van de 'Oude Molen' op de percelen gekend in het kadaster gekend onder Sectie G, nrs. 1 en 2.

In 1811 verpachtte de Jongh de molen aan maalder Petrus (Johannes) Wuydts. De Jongh had zijn intrek genomen in het 'Hof ten Eiken' in Rumst waar hij bleef wonen tot zijn overlijden in 1826. Zijn weduwe Victoire Louise Helman de Termeeren en hun twee kinderen erfden de windmolen, die maalder Josephus van Zeir in 1836 pachtte. Jean Baptiste Antoine de Jongh en zijn echtgenote Helman de Termeeren hadden een dochter en een zoon: Marie Louise de Jongh de Keerbergen (1803-1830) en Edmond Marie Louise Gonzague de Jongh de Keerbergen (°1811).
Marie Louise had uit haar huwelijk met Nepomucène Jean Du Bois (1803-1871) een dochter: Marie Stephanie Du Bois de Bianco (°1830). Na het overlijden in 1830 van Marie Louise, waren haar erfgenamen haar echtgenoot Du Bois en hun dochter Marie Stephanie, die zal huwen met graaf Adhémar Du Val de Beaulieu (1823-1905). Edmond bleef ongehuwd.

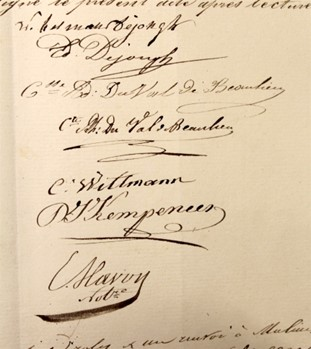
De handtekeningen onder de akte van 13 februari 1851 van de weduwe, zoon Edmond, van kleindochter Marie Stephanie, die de naam van haar echtgenoot gebruikte en van graaf Du Val de Beaulieu. Onderaan de namen van beide getuigen en van notaris Slavon.

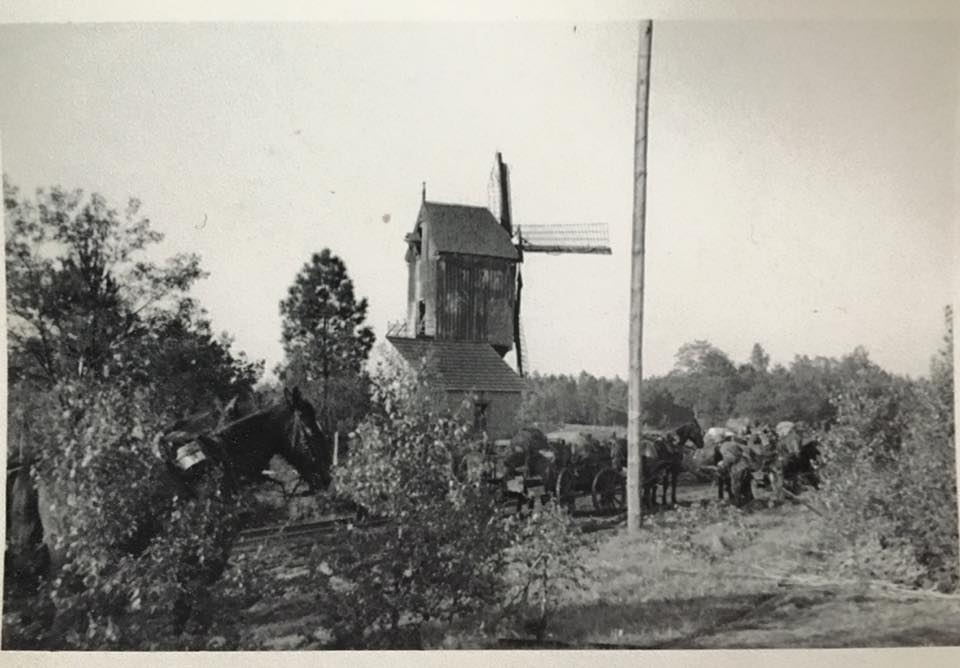
In 1940 werd tijdens de Achttiendaagse veldtocht 1 van de opleggers afgeschoten door een Belgische shell. Achter de molen stond Steppmans huisje' wat compleet werd vernield door het door hekwerk gevlogen projectiel.

In 1851 zullen hij en Marie Stephanie voor de Mechelse notaris Slavon overgaan tot de verdeling van de nalatenschap van wijlen zijn vader, respectievelijk van wijlen haar grootvader Jean Baptiste Antoine de Jongh. Het patrimonium van de erfenis was indrukwekkend. De 'naakte eigendom' werd in twee loten (A en B) verdeeld en telde 139 kavels. Edmond kreeg lot B werd toegewezen. Hiertoe behoorde de 'Oude Molen' (onder nr. 109). Weduwe Victoire Louise Helman de Termeeren verkreeg het vruchtgebruik van de hele nalatenschap. Uit de akte van 13 februari 1851 van notaris Slavon vernemen we dat toen maalder Henricus Janssens de 'Oude Molen' pachtte. 

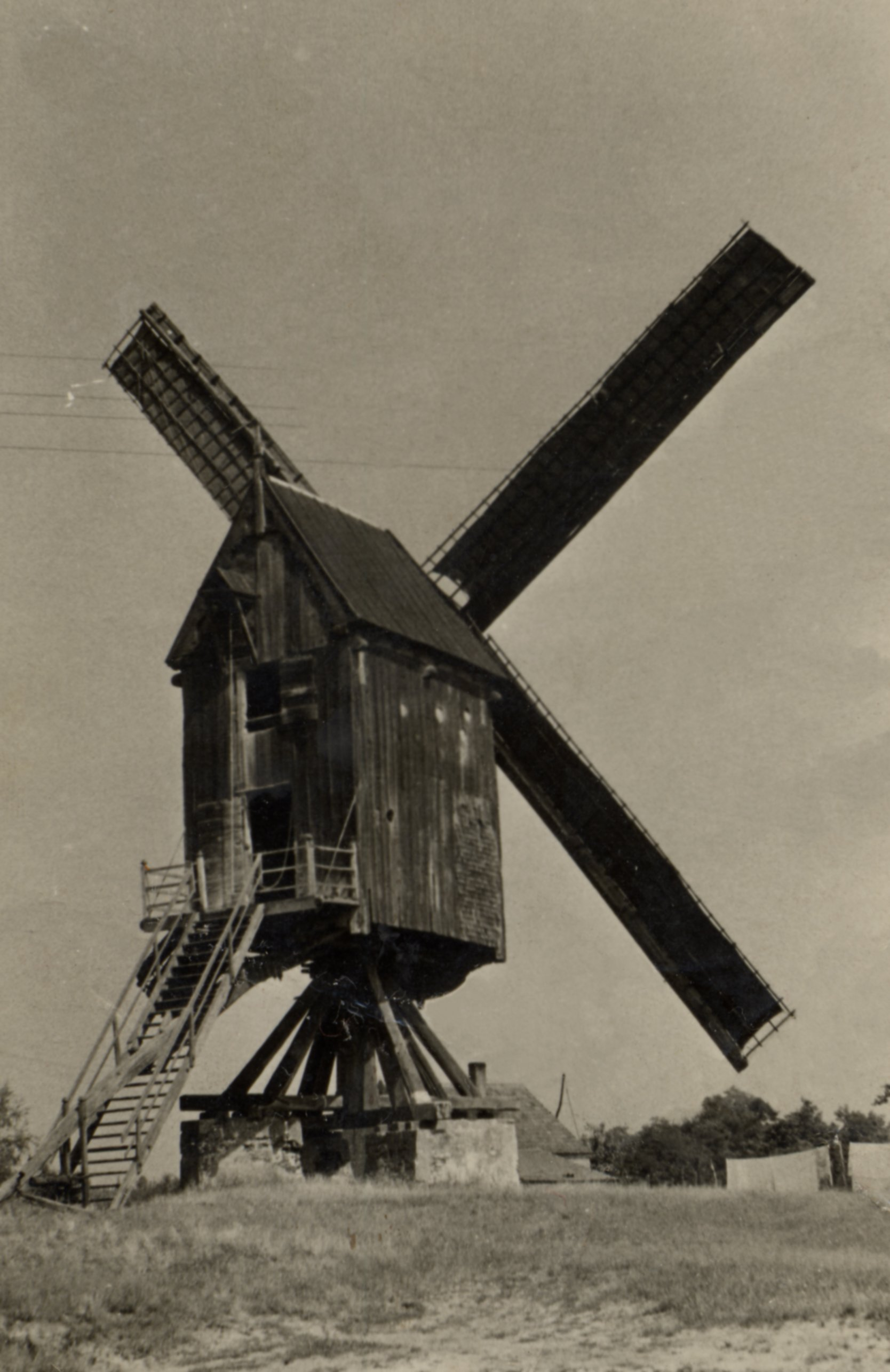
De Heimolen omstreeks 1940

Hoewel de 'Oude Molen' in 1851 was toegewezen aan Edmond Marie Louise Gonzague de Jongh de Keerbergen, moet hij later in bezit gekomen zijn van zijn schoonbroer Nepomucène Jean Du Bois. Na het overlijden van Du Bois in 1871 werd de 'Oude Molen' vererfd aan zijn dochter gravin Marie Stephanie Du Bois de Bianco en haar echtgenoot graaf Adhémar Du Val de Beaulieu. Zij waren in 1850 in Antwerpen gehuwd. Hun gezin zal vijf kinderen tellen. Adhémar overleed in 1905. Marie Stephanie overleefde hem nog tien jaar.

### 20e eeuw
Al sinds 1910 was Désiré Louis Van Herck (°Heist-op-den-Berg, 1892) de maalder van de 'Oude Molen' of 'Heimolen'. Volgens H. Verelst in zijn 'De Heerlijkheid van Keerbergen' uit 1936, waren zijn voorgangers de maalders Verhoeven, Van Uytven en Van Craen. Van Herck zal in 1923 de windmolen kopen van de erfgenamen van gravin Maria Stephania Du Bois de Bianco die in 1915 in Folkestone in Engeland was overleden, op 84-jarige leeftijd. Na zeker 600 jaar ging hierdoor de windmolen op de Grote Heide van Keerbergen uit handen van de heren en vrouwen van Keerbergen en hun verwante adellijke families.
Tot viermaal toe, in 1920, 1926, 1950 en 1955 werd de molen door de bliksem getroffen. De molen had ook te lijden van de twee wereldoorlogen. Tijdens de 2de wereldoorlog leed de molen 2x, In 1940 werd tijdens de Achttiendaagse veldtocht 1 van de opleggers afgeschoten door een Belgische shell en in 1944 werd de molen beschadigt door een V2 die op 200m van de molen neerkwam. Hij werd in 1955 beschermd monument, volledig hersteld. De molen onderging in 1959,1963 en in 1981 een grondige restauratie door de firma Caers uit Retie. 

### 21e eeuw
In 2002-2003 werd de molen maalvaardig hersteld door molenbouwer Eric Vanleene uit Pollinkhove. Onderhoudswerken bleven echter achterwege, met als gevolg dat in de zomer van 2015 Monumentenwacht Vlaams-Brabant bij een inspectie van bepaalde onderdelen (onder meer trap, balkon en voet van de molen) ernstige houtaantasting vaststelde. De molen onderging in 2017-2019 onderhoudswerken: eerst werd de kast gestut, vervolgens werden de voet, de trap, het balkon en het hekwerk van de wieken aangepakt. Later volgden molen technische herstellingen in functie van de draai- en maalvaardigheid. sinds 2021 draait en maalt de molen weer regelmatig onder molenaar Alexander Malomgré (21), hij kan vrijwel elke zaterdag bij voldoende wind worden bewonderd en bezocht.
in 2022 werd begonnen met het onderzoeken van de geschiedenis van de Heimolen. tot toen werd aangenomen dat de molen zou dateren van 1706 (omdat dit in het voorste kamwiel staat). door intensief zoekwerk van Anke Van der Vorst en schrijfwerk van François Van der Jeught kreeg de geschiedenis een frisse wind en komt er telkens nieuwe data en informatie tevoorschijn die de molen een oudere leeftijd geven dan tot nu toe werd gedacht. Ook de familie van Herck blijft niet stil zitten. zo zijn de kleinzonen/zonen van Désiré en Frans van Herck, Chris en Paul van Herck ijverig bezig met het schrijven van een boek over de Heimolen. Dat men anno 2023 nog zoveel tijd en liefde steekt in dit prachtige monument spreekt boekdelen. 

## Technische gegevens
De molen is uitgerust met:
- 24 m lange geklinknagelde 'Verhaeghe'-roeden uit 1963 en 2002
- koppel 17der kunstmaalstenen (Flint, onbekend fabricaat), met bollenregulateur
- koppel 18der kunstmaalstenen (ligger fabricaat Titulaer, massieve kwartsloper fabricaat Koppen & Frings uit Maastricht )
- ijzeren bandvang
- Gietijzeren askop vermoedelijk Wauters Koekckx of vroeg fabricaat Van Aerschot

## Molenaars en eigenaren

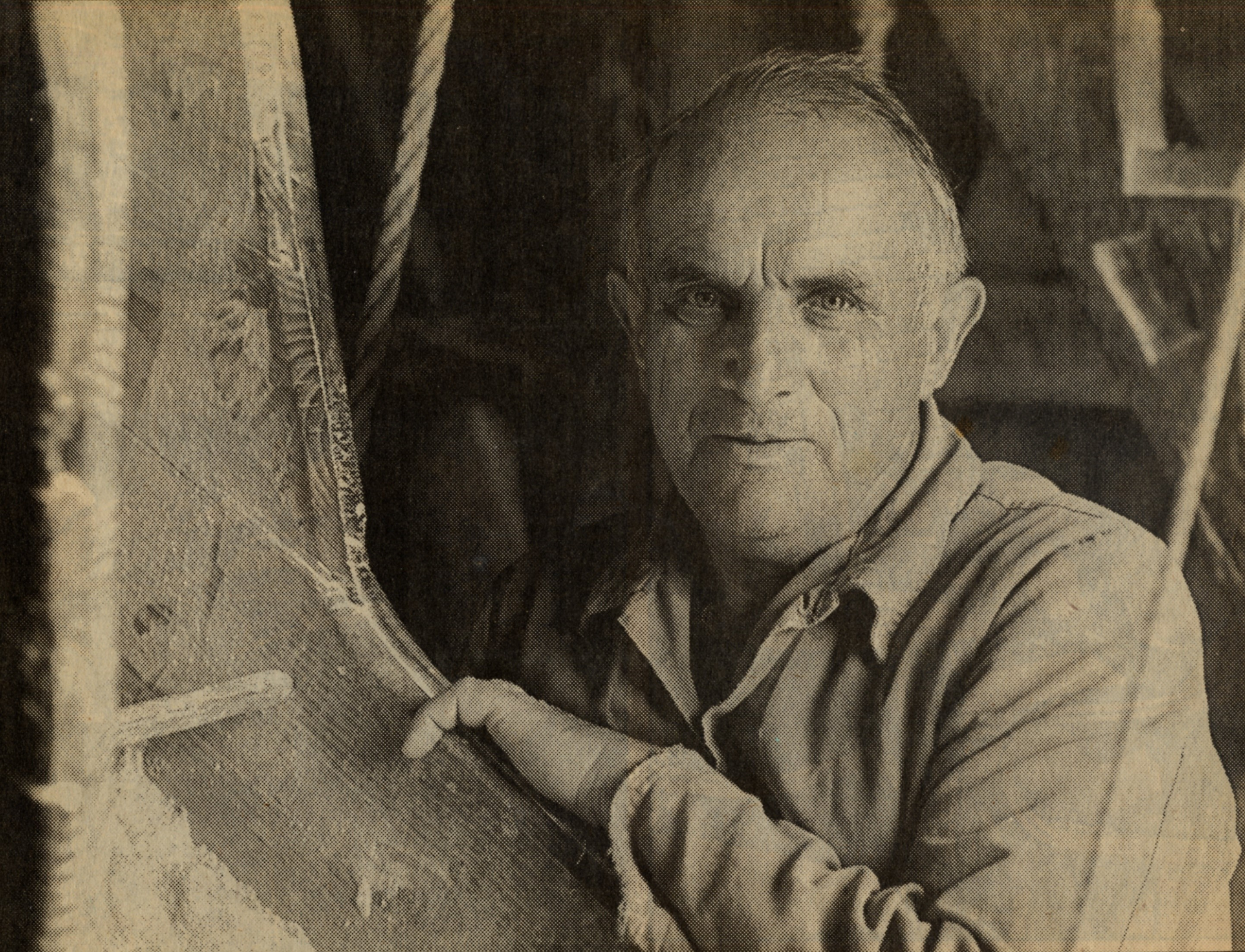
Frans van Herck aan de maalbak. Door vader Dèsiré van Herck kende Frans de kneepjes van het vak. Zo nam hij na de dood van zijn vader de molen over. in 1975 verkoopt hij de molen aan de gemeente Keerbergen en wordt vrijwillige molenaar tot aan zijn dood in 2000.

- 1871-1915: Maria Stephania Du Bois de Bianco, eigenaar
- 1915-1923: erfgenamen Maria Stephania Du Bois de Bianco, eigenaar
- 1910-1923: Dèsiré van Herck, maaldersgast
- 1923-1958: Dèsiré van Herck, molenaar en eigenaar
- 1958-1975: Frans van Herck, molenaar en eigenaar
- 1975-heden: Gemeente Keerbergen, eigenaar
- 1975-2000: Frans van Herck, vrijwillige molenaar
- 2003-2008: Walter van Aelst, vrijwillige molenaar
- 2003-2008: Wilfried Nijs, vrijwillige molenaar
- 2008-2015: Luk Kegeleers, vrijwillige molenaar
- 2021-heden: Alexander Malomgré, vrijwillige molenaar, sinds 2024 beroepsmatig